# Kanabinoidni receptor 2
Kanabinoidni receptor tip 2 (CB2) je G protein spregnuti receptor iz familije kanabinoidnih receptora koja je kod ljudi kodirana CNR2 genom. On je blisko srodan sa kanabinoidnim receptorom tip 1, koji je u znatnoj meri odgovoran za efikasnost endokanabinoidno posredovane presinaptičke inhibicije, psihoaktivnih svojstava tetrahidrokanabinola, aktivnog agenta marihuane, i drugih fitokanabinoida. Glavni endogeni ligand za CB2 receptor je 2-arahidonoilglicerol (2-AG).
2 je bio kloniran 1993. od strane istraživačke grupe iz Kembridža koja je tragala za drugim kanabinoidnim receptorom koji bi mogla da objasni farmakološke osobine tetrahidrokanabinola. Receptor je identifikovan među cDNA molekulima na bazi sličnosti njegove aminokiselinske sekvence sa kanabinoidnim receptorskim tipom 1 (CB1) receptora, otkrivenim 1990. Otkriće ovog receptora je pomoglo u pružanju molekulskog objašnjenja za uspostavljanje dejstva kanabinoida u imunskom sistemu.

## Struktura
CB2 receptor je kodiran CNR2 genom. Oko 360 aminokiselina sačinjavaju ljudski CB2 receptor, te je on donekle kraći od 473 aminokiselina dugog CB1 receptora.
Kao i drugi G protein spregnutih receptor, the CB2 receptor ima sedam transmembranskih domena, glikozilisani -terminus, i intraćelijski -terminus. -terminus CB2 receptora ima kritičnu ulogu u regulaciji ligandom indukovane desenzitizacije receptora i umanjenom izražavanju nakon višestruke primene agonista, te je moguće da čini receptor manje responzivnim na specifične ligande.
Ljudski CB1 i CB2 receptori imaju oko 44% aminokiselinske sličnosti. Kad se samo transmembranski regioni receptora uzmu u obzir, aminokiselinska sličnost između dva receptora je oko 68%. Aminokiselinska sekvenca CB2 receptora je u manjoj meri očuvana kod različitih vrsta (čovek i glodari) u poređenju sa CB1 receptorom. Na osnovu računarskog modelovanja, interakcija liganda sa CB2 receptorskim ostacima S3.31 i F5.46 određuje razliku selektivnosti između CB1 i CB2 receptora. U CB2 receptorima, lipofilne grupe formiraju interakcije sa F5.46 ostatkom, omogućavajući formiranje vodonične veze sa S3.31 ostatkom. Te interakcije indukuju konformacionu promenu strukture receptora, koja inicira aktivaciju raznih intraćelijskih signalnih puteva.

## Ligandi
Dostupan je znatan broj selektivnih liganda CB2 receptora.

### Agonisti
-{
- AM-1241
- GW-405,833
- HU-308
- JWH-015
- JWH-133
- L-759,633
- L-759,656
- Echinacea purpurea

}-

### Antagonisti i inverzni agonisti
-{
- AM-630
- BML-190
- JTE-907
- SR-144,528

}-

## Literatura
- S, Oddi; Spagnuolo P; Bari M;  . (2007). „Differential Modulation of Type 1 and Type 2 Cannabinoid Receptors along the Neuroimmune Axis”. Int. Rev. Neurobiol. International Review of Neurobiology. 82: 327—37. ISBN 978-0-12-373989-6. PMID 17678969. doi:10.1016/S0074-7742(07)82017-4.
- S, Galiègue; Mary S; Marchand J;  . (1995). „Expression of central and peripheral cannabinoid receptors in human immune tissues and leukocyte subpopulations”. Eur. J. Biochem. 232 (1): 54—61. PMID 7556170. doi:10.1111/j.1432-1033.1995.tb20780.x.
- Munro S, Thomas KL, Abu-Shaar M (1993). „Molecular characterization of a peripheral receptor for cannabinoids”. Nature. 365 (6441): 61—5. Bibcode:1993Natur.365...61M. PMID 7689702. doi:10.1038/365061a0.
- D, Shire; Calandra B; Rinaldi-Carmona M;  . (1996). „Molecular cloning, expression and function of the murine CB2 peripheral cannabinoid receptor”. Biochim. Biophys. Acta. 1307 (2): 132—6. PMID 8679694. doi:10.1016/0167-4781(96)00047-4.
- Q, Tao; McAllister SD; Andreassi J;  . (1999). „Role of a conserved lysine residue in the peripheral cannabinoid receptor (CB2): evidence for subtype specificity”. Mol. Pharmacol. 55 (3): 605—13. PMID 10051546. doi:10.1016/S0026-895X(24)12187-6.
- Nong L, Newton C, Friedman H, Klein TW (2002). „CB1 and CB2 Receptor mRNA Expression in Human Peripheral Blood Mononuclear Cells (PBMC) from Various Donor Types”. Neuroimmune Circuits, Drugs of Abuse, and Infectious Diseases. Advances in Experimental Medicine and Biology. 493. стр. 229—33. ISBN 978-0-306-46466-9. PMID 11727770. doi:10.1007/0-306-47611-8_27.
- Ho BY, Current L, Drewett JG (2002). „Role of intracellular loops of cannabinoid CB(1) receptor in functional interaction with G(alpha16)”. FEBS Lett. 522 (1–3): 130—4. Bibcode:2002FEBSL.522..130H. PMID 12095632. doi:10.1016/S0014-5793(02)02917-4.
- I, Matias; Pochard P; Orlando P;  . (2002). „Presence and regulation of the endocannabinoid system in human dendritic cells”. Eur. J. Biochem. 269 (15): 3771—8. PMID 12153574. doi:10.1046/j.1432-1033.2002.03078.x.
- Song ZH, Feng W (2002). „Absence of a conserved proline and presence of a conserved tyrosine in the CB2 cannabinoid receptor are crucial for its function”. FEBS Lett. 531 (2): 290—4. Bibcode:2002FEBSL.531..290S. PMID 12417328. doi:10.1016/S0014-5793(02)03537-8.
- RL, Strausberg; Feingold EA; Grouse LH;  . (2003). „Generation and initial analysis of more than 15,000 full-length human and mouse cDNA sequences”. Proc. Natl. Acad. Sci. U.S.A. 99 (26): 16899—903. PMC 139241 . PMID 12477932. doi:10.1073/pnas.242603899 .
- ML, Casanova; Blázquez C; Martínez-Palacio J;  . (2003). „Inhibition of skin tumor growth and angiogenesis in vivo by activation of cannabinoid receptors”. J. Clin. Invest. 111 (1): 43—50. PMC 151833 . PMID 12511587. doi:10.1172/JCI16116.
- Feng W, Song ZH (2003). „Effects of D3.49A, R3.50A, and A6.34E mutations on ligand binding and activation of the cannabinoid-2 (CB2) receptor”. Biochem. Pharmacol. 65 (7): 1077—85. PMID 12663043. doi:10.1016/S0006-2952(03)00005-4.
- S, Kishimoto; Gokoh M; Oka S;  . (2003). „2-arachidonoylglycerol induces the migration of HL-60 cells differentiated into macrophage-like cells and human peripheral blood monocytes through the cannabinoid CB2 receptor-dependent mechanism”. J. Biol. Chem. 278 (27): 24469—75. PMID 12711605. doi:10.1074/jbc.M301359200 .
- MA, Jorda; Rayman N; Valk P;  . (2003). „Identification, characterization, and function of a novel oncogene: the peripheral cannabinoid receptor Cb2”. Ann. N. Y. Acad. Sci. 996: 10—6. PMID 12799277. doi:10.1111/j.1749-6632.2003.tb03227.x.
- N, Rayman; Lam KH; Laman JD;  . (2004). „Distinct expression profiles of the peripheral cannabinoid receptor in lymphoid tissues depending on receptor activation status”. J. Immunol. 172 (4): 2111—7. PMID 14764676. doi:10.4049/jimmunol.172.4.2111.
- Rao GK, Zhang W, Kaminski NE (2004). „Cannabinoid receptor-mediated regulation of intracellular calcium by delta(9)-tetrahydrocannabinol in resting T cells”. J. Leukoc. Biol. 75 (5): 884—92. PMID 14966196. doi:10.1189/jlb.1203638.
- M, Alberich Jordà; Rayman N; Tas M;  . (2004). „The peripheral cannabinoid receptor Cb2, frequently expressed on AML blasts, either induces a neutrophilic differentiation block or confers abnormal migration properties in a ligand-dependent manner”. Blood. 104 (2): 526—34. PMID 15039279. doi:10.1182/blood-2003-12-4357.
- E, Núñez; Benito C; Pazos MR;  . (2004). „Cannabinoid CB2 receptors are expressed by perivascular microglial cells in the human brain: an immunohistochemical study”. Synapse. 53 (4): 208—13. PMID 15266552. doi:10.1002/syn.20050.
- M, Gokoh; Kishimoto S; Oka S;  . (2005). „2-arachidonoylglycerol, an endogenous cannabinoid receptor ligand, induces rapid actin polymerization in HL-60 cells differentiated into macrophage-like cells”. Biochem. J. 386 (Pt 3): 583—9. PMC 1134878 . PMID 15456404. doi:10.1042/BJ20041163.
- Miller, A. M.; Stella, N. (2008). „CB2receptor-mediated migration of immune cells: it can go either way”. British Journal of Pharmacology. 153 (2): 299—308. PMC 2219538 . PMID 17982478. doi:10.1038/sj.bjp.0707523.

## Spoljašnje veze
- „Cannabinoid Receptors: CB2”. IUPHAR Database of Receptors and Ion Channels. International Union of Basic and Clinical Pharmacology. Архивирано из оригинала 05. 03. 2012. г. Приступљено 27. 07. 2012.